# Пітер Хевабеттаж
Пітер Чарльз Хевабеттаж (нар. 15 грудня 1991) — ланкіський футболіст, захисник клубу «Неві».

## Кар'єра гравця
Футбольну кар'єру розпочав у 2009 року в клубі «Неві», кольори якого захищає й до сьогодні.

## Кар'єра в збірній
З 2013 року Пітер Хевабеттаж викликається до національної збірної Шрі-Ланки. На даний час за неї провів 3 поєдинки.